# Marjan Rozman
Marjan Rozman, slovenski zdravnik internist, * 24. december 1906, Ljubljana, † 28. avgust 1993, Ljubljana.
Rozman je leta 1931 diplomiral na medicinski fakulteti v Zagrebu, ter se 1932 zaposlil na internem oddelku bolnišnice v Mariboru. Med okupacijo je bil premeščen v bolnišnico v avstijski Mürzzuschlag. Po koncu vojne je 1945 postal vodja internističnega oddelka bolnišnice v Vipavi in ga po preselitvi v Šempeter pri Gorici vodil do 1974.